# Megatop Phoenix
Megatop Phoenix è il quarto album dei Big Audio Dynamite. Quest'album è l'ultimo registrato con la formazione originale dei B.A.D. Nel 1990, infatti, Jones formerà i Big Audio Dynamite II, gruppo formato da membri totalmente diversi eccetto Mick. Il titolo dell'album richiama un episodio accaduto a Mick Jones, che rischiò di morire a causa di una polmonite.

## Tracce
Le tracce sono tutte firmate da tutti i B.A.D. eccetto dove indicato.
1. Start - 0:14
2. Rewind - 4:35
3. All Mink & No Manners - 0:41
4. Union, Jack (Jones/Letts/Williams) - 6:04
5. Contact (Jones/Donovan) - 4:42
6. Dragon Town (Jones/Letts/Roberts/Williams) - 4:46
7. Baby, Don't Apologise (Jones/Letts) - 4:51
8. Is Yours Working Yet? - 1:03
9. Around the Girl in 80 Ways (Jones/Letts) - 3:30
10. James Brown (Jones/Letts) - 5:08
11. Everybody Needs a Holiday (Jones/Letts) - 5:33
12. Mick's a Hippie Burning - 2:31
13. House Arrest (Jones/Letts/Roberts/Donovan) - 3:59
14. The Green Lady (Jones/Letts/Roberts) - 3:43
15. London Bridge (Jones/Letts/Roberts) - 3:50
16. Stalag 123 (Jones/Letts/Roberts) - 3:11
17. End - 0:34

## Campionamenti
L'album fa uso di molti campionamenti presi da film, canzoni, ecc. Sotto è stato riportato l'elenco di alcuni campionamenti presenti nei rispettivi brani. 
- Start: riprende l'inizio di Scala al paradiso.
- Union, Jack: sono presenti campionamenti di Rule, Britannia!, Richard II mentre la frase "You wouldn't know Karl Marx from a toffee apple" è presa da Britannia Hospital.
- Is Yours Working Yet?: alcune frasi sono pronunciate da Alfred Hitchcock.
- James Brown e London Bridge: nel primo brano vi campionamenti presi da Living in America di James Brown, nel secondo da London Pride di Noel Coward.
- Stalag 123: si possono sentire alcuni spezzoni dal tema musicale di La grande fuga.

## Formazione
- Mick Jones - voce, chitarra, produttore
- Don Letts - effetti sonori, voce
- Dan Donovan - tastiere, fotografie
- Leo "E-Zee-Kill" Williams - basso, voce
- Greg Roberts - batteria, voce